# Наташа Марковић
Наташа Марковић (Крушевац, 21. јануар 1976) српска је глумица.

## Биографија
Наташа Марковић је рођена у Крушевцу 21. јануара 1976. године. Има сестру близнакињу и брата који је монах. Глуму је дипломирала на Факултету драмских уметности у Београду, у класи професора Миленка Маричића и Бранислава Мићуновића. Стална је чланица Београдског драмског позоришта од 2008. године.
Фотографисала се за Српско издање часописа Плејбој 2004. године.
Популарност је стекла улогом Бранке у телевизијској серији Лисице (2002 — 2003). Поред ове, запажене улоге је остварила и у телевизијским серијама Бела лађа и Оно као љубав.
Удата је за новинара и публицисту Зорана Ћирјаковића.

## Филмографија
| Год.       | Назив                            | Улога                   |
| ---------- | -------------------------------- | ----------------------- |
| 2000.-те   |                                  |                         |
| 2000.      | Небеска удица                    |                         |
| 2002.      | Рингераја                        | Цаја                    |
| 2002—2003. | Лисице (ТВ серија)               | Бранка                  |
| 2004.      | Сиви камион црвене боје          | Барбара                 |
| 2004.      | Лифт                             | Светозарева жена Косара |
| 2006.      | Седам и по                       | Верица                  |
| 2007.      | Маска                            | Баронеса                |
| 2008.      | На татином месту                 | Учитељица               |
| 2006—2009. | Бела лађа                        | Весна                   |
| 2010.-те   |                                  |                         |
| 2009—2010. | Оно као љубав                    | Мими                    |
| 2011.      | Парада                           | Ленка                   |
| 2011—2012. | Цват липе на Балкану (ТВ серија) | Лепава Грдић            |
| 2012.      | Најлепша је моја земља           | Проститутка             |
| 2013.      | Фолк (ТВ серија)                 | Љубинка Анђелковић      |
| 2013.      | Фалсификатор                     | Славица                 |
| 2013.      | С/Кидање                         | Певачица                |
| 2013.      | Тесна кожа 5                     | Певачица                |
| 2013.      | Фолк (ТВ серија)                 | Жижа Арамбашић          |
| 2014.      | Отворена врата                   | Хелга                   |
| 2014.      | Ургентни центар                  | Дуња                    |
| 2015.      | Чизмаши (ТВ серија)              | Стефица                 |
| 2015—2018. | Комшије (ТВ серија)              | Нада Јовановић          |
| 2020.-те   |                                  |                         |
| 2020.      | Случај породице Бошковић         | Данијела                |
| 2021.      | Небеса                           | Јулија                  |

## Синхронизацијске улоге
| Година синх. | Цртани филм                         | Улога           |
| ------------ | ----------------------------------- | --------------- |
| 2006.        | Сезона лова (филм из 2006)          | Бет             |
| 2008.        | Спајдер рајдери                     | Корона          |
| 2015.        | Хотел Трансилванија 2               | Јунис           |
| 2017.        | Аутомобили 3                        | Ната Свезналица |
| 2017.        | Страшна прича о играчкама           | Џеси            |
| 2017.        | Прича о играчкама из давних времена | Џеси            |
| 2018.        | Хотел Трансилванија 3: Одмор почиње | Јунис           |
| 2019.        | Краљ лавова (филм из 2019)          | Шензи           |
| 2019.        | Прича о играчкама 4                 | Џеси            |
| 2021.        | Хотел Трансилванија: Трансформанија | Јунис           |
| 2022.        | Ди-Си лига суперљубимаца            | Марта           |